# Falkenberg Len
Falkenberg var et len i det sydlige Halland i dansketiden. Lenet var 1441 tillagt 2 herreder, som må være Årstad og Halmstad.

## Lensmænd
| - 1366 blev området erobret af kong Valdemars sachsiske allierede og forlenet til dem - 1376 ny aftale med hertug Erik af Sachsen-Lauenburg gældene i ½ år - 1376 eller 1377 indløst af kong Oluf 2. - 1380-1384 Eskil Brahe - 1390'erne til sin død Abraham Brodersen | - 1419 til sin død Axel Pedersen Thott fra Nørre Halland, modtog 1441 sine len på livstid af kong Christoffer 3. - efter 1441 Åge Axelsen Thott (søn), var foged fra 1426, måtte efter faderens død beholde Falkenberg sin livstid |